# Ravenna (Texas)
Ravenna és una població dels Estats Units a l'estat de Texas. Segons el cens del 2000 tenia 215 habitants.

## Demografia
Segons el cens del 2000, Ravenna tenia 215 habitants, 86 habitatges, i 65 famílies. La densitat de població era de 68,6 habitants/km².
Dels 86 habitatges en un 32,6% hi vivien nens de menys de 18 anys, en un 65,1% hi vivien parelles casades, en un 5,8% dones solteres, i en un 24,4% no eren unitats familiars. En el 22,1% dels habitatges hi vivien persones soles el 15,1% de les quals corresponia a persones de 65 anys o més que vivien soles. El nombre mitjà de persones vivint en cada habitatge era de 2,5 i el nombre mitjà de persones que vivien en cada família era de 2,91.
Per edats la població es repartia de la següent manera: un 27% tenia menys de 18 anys, un 6% entre 18 i 24, un 27% entre 25 i 44, un 23,3% de 45 a 60 i un 16,7% 65 anys o més.
L'edat mediana era de 38 anys. Per cada 100 dones de 18 o més anys hi havia 96,3 homes.
La renda mediana per habitatge era de 31.875 $ i la renda mediana per família de 42.778 $. Els homes tenien una renda mediana de 33.125 $ mentre que les dones 17.500 $. La renda per capita de la població era de 13.581 $. Aproximadament el 12,1% de les famílies i el 17,5% de la població estaven per davall del llindar de pobresa.

## Poblacions més properes
El següent diagrama mostra les poblacions més properes.